# Sitobion yakini
Sitobion yakini är en insektsart. Sitobion yakini ingår i släktet Sitobion och familjen långrörsbladlöss. Inga underarter finns listade i Catalogue of Life.